# Urania (rivista)
Urania è stata una rivista italiana mensile di racconti fantascienza edita da Arnoldo Mondadori Editore dal 1952 al 1953. Ideata per alternarsi alla più fortunata collana I romanzi di Urania (poi ribattezzata a sua volta Urania), ne sono stati prodotti solo 14 numeri.
Il curatore era Giorgio Monicelli, che nelle pagine della rivista conia anche il termine italiano "fanta-scienza" (poi fantascienza) nel n. 3 (novembre 1952); le copertine erano disegnate da Kurt Caesar. La maggior parte dei contenuti proveniva dalla rivista statunitense Galaxy Science Fiction, benché venissero pubblicati dal 1953 anche alcuni racconti di autori italiani celati sotto pseudonimi anglosassoni.

## Numeri pubblicati
| Numero | Data              | Racconti |
| ------ | ----------------- | --- |
| 1      | 1º novembre 1952  | - Tra i vampiri di Venere (Five Against Venus, 1952) di Philip Latham - La Casa del Passato (Yesterday House, 1952) di Fritz Leiber - Terrore (Wailing Wall, 1952) di Roger Dee e Richard Matheson - L'impossibile fuga (Shipshape Home, 1952) di Richard Matheson - Lo strano caso di John Kingman (The Strange Case of John Kingman, 1948) di Murray Leinster - I mostri (Accidental Flight, 1952) di F. L. Wallace |
| 2      | 1º dicembre 1952  | - L'occhio dell'infinito (The Chronicler, 1946) di A. E. Van Vogt - Nello stesso preciso momento (The Other Now, 1951) di Murray Leinster - Gli orfani dell'infinito (Orphans of the Void, 1952) di Michael Shaara - Falso allarme (The Hoaxsters, 1952 di Richard Wilson - I mostri (Accidental Flight, 1952) di F. L. Wallace |
| 3      | 1º gennaio 1953   | - Il tiranno dei mondi di Isaac Asimov - Biliardo darwiniano di Isaac Asimov - Gita di Ray Bradbury - L'ultimo marziano di Fredric Brown - Le caverne di Luna City di Robert A. Heinlein - Il cervello di Potts di Robert E. Gilbert - Stazione spaziale IV/II di John Wyndham |
| 4      | 1º febbraio 1953  | - La "cosa" di un altro mondo di John W. Campbell - I mangiatori di loto di Stanley G. Weinbaum - Contagio di Katherine MacLean - Ucciso dagli antenati di Fredric Brown - L'impero delle stelle di Poul Anderson - Le maschere di Fritz Leiber - Stazione spaziale IV/II di John Wyndham |
| 5      | 1º marzo 1953     | - Dopo l'apocalisse di Murray Leinster - La luna verde di Fritz Leiber - Due corpi e forse un'anima di John Wyndham - La paura può uccidere di Dave Dryfoos - Un pianeta primitivo di John D. MacDonald - L'ereditiera della morte di L. Ron Hubbard |
| 6      | 1º aprile 1953    | - Libera scelta William Boyd - Eroi per forza di Frank M. Robinson - Katahut disse no di J. T. McIntosh - Gli anni della Grande Macchina di Richard Matheson - Il pianeta Susanna di Reginald Bretnor - Alone di Hal Clement - Alla fine del tempo di John W. Campbell - Fantasmi marziani di Damon Knight - L'ereditiera della morte di L. Ron Hubbard |
| 7      | 1º maggio 1953    | - Gli anelli di Saturno di Isaac Asimov - Buona notte, signor James di Clifford D. Simak - Storia di Socrate di John Christopher - Sempre allo stesso punto di Peter Phillips - La piovra immonda di Richard Matheson - Lago del sole di Cyril Judd |
| 8      | 1º giugno 1953    | - Il mistero dell'angelo (Angel's Egg) di Edgar Pangborn - La terza volta è quella buona (A Little Oil) di Eric Frank Russell - Oltre il futuro (estratto de La casa sull'abisso) di William Hope Hodgson - L'unico superstite (Not a Creature Was Stirring) di Dean Evans - Lago del sole (Mars Child) di Cyril Judd (seconda puntata) |
| 9      | 1º luglio 1953    | - Stige celeste (The Stars Are the Styx) di Theodore Sturgeon - Lettera al Selenita (Top Secret) di David Grinnell (pseudonimo di Donald A. Wollheim) - Gli immortali (Martians Never Die) di Lucius Daniel - Pianeta che vai... (The Monsters) di Robert Sheckley - Il vagabondo dello spazio (Ticket to Anywhere) di Damon Knight - Lago del sole (Mars Child) di Cyril Judd (terza puntata) |
| 10     | 1º agosto 1953    | - Paura dell'Homo Gestalt di Theodore Sturgeon - PTO = Probabilità Tempo Onda di John W. Campbell jr. - L'insabbiato di Sitari di Kris Neville - Fuga nel sogno di Robert Sheckley - Gli Zen di Vesta di Jerome Bixby - Lago del sole di Cyril Judd (quarta puntata) |
| 11     | 1º settembre 1953 | - Il cimitero delle astronavi (Junkyard) di Clifford D. Simak - Sette milioni di anni (Twilight) di John W. Campbell jr. - Esodo nero (Giugno 2003) di Ray Bradbury, traduzione di Giorgio Monicelli - Viaggio senza tempo (The Time Capsule) di Ralph Milne Farney - Aldilà degli asteroidi (Turnover Point) di G. H. Rains (pseudonimo di Alfred Coppel), traduzione di Giorgio Monicelli - Un secchio d'aria (A Pail of Air) di Fritz Leiber - I figli delle stelle di Elizabeth Stern (pseudonimo di Lina Gerelli) (prima puntata) |
| 12     | 1º ottobre 1953   | - L'enigma del pianeta morto (Dead Knoweledge) di John W. Campbell jr. - La fossa (The C-Chute) di Isaac Asimov - Il mondo di Elettra (Winner Lose All) di Jack Vance - L'abbandonato di Kruger III (Something Green) - A. McFail (pseudonimo di Fredric Brown), traduzione di Giorgio Monicelli - Il segreto dell'Universo (Ask Me Anything) di Damon Knight - I figli delle stelle di Elizabeth Stern (pseudonimo di Lina Gerelli) (seconda puntata)                                                                                 |
| 13     | 1º novembre 1953  | - Destinazione... Terra (Came from Outer Space) di Ray Bradbury - C'è un giardino nel cielo di Poul Anderson - Missione nell'iperspazio (Misbegotten Missionary) di Isaac Asimov - Luna di miele (Honeymoon in the Hell) di Fredric Brown - La crociera del "Prometeo" (Blindness) di John W. Campbell jr. - Gli anni del rogo (The Fireman) di Ray Bradbury (prima puntata) |
| 14     | 1º dicembre 1953  | - La guerra dei mondi di H. G. Wells (versione molto condensata) - Il mondo di domani (Appointment in Tomorrow) di Fritz Leiber - Diario astronomico (Prott) di Margaret St. Clair - Condannato a vita (Life Sentence) di James McConnell - Gli anni del rogo (The Fireman) di Ray Bradbury (seconda puntata) |